# 크라운 주얼
크라운 주얼(crown jewel)은 기업의 매력적인 자산이나 사업부분을 우호적인 제 3자에게 매각하거나, 이를 인수할 수 있는 권리인 '크라운 주얼 옵션'을 부여하는 것이다. 기업의 중요자산의 소유권·경영권을 넘김으로써, 인수를 시도하는 기업의 매수의욕을 꺾을 수 있다.
크라운 주얼은 대상 회사가 가장 매력적인 자산을 우호적인 제3자에게 매각하거나 귀중한 자산을 별도의 법인에 분사하는 전략이다. 결과적으로, 비우호적인 입찰자는 회사 자산에 덜 매력을 느낀다. 다른 효과로는 인수자의 지분이 희석되고, 인수가 제3자에게 비경제적이며 현재 주가에 부정적인 영향을 미치는 것 등이 있다.

## 같이 보기
- 경제학
- 인수 합병
- 미시경제학
- 산업조직론